# Andrzej Martyniuk
Andrzej Martyniuk (ur. 7 października 1960 w Pionkach) – polski siatkarz, reprezentant Polski, dwukrotny wicemistrz Europy (1981, 1983), mistrz Polski (1988, 1989) i Belgii (1990).

## Kariera sportowa
Karierę sportową rozpoczął w klubie Proch Pionki w 1975. W ekstraklasie debiutował w sezonie 1979/1980 w barwach AZS Częstochowa. od 1982 był zawodnikiem Płomienia Sosnowiec, od 1984 Hutnika Kraków. Z krakowskim klubem zdobył mistrzostwo Polski w 1988 i 1989, wicemistrzostwo Polski w 1987 i brązowy medal mistrzostw Polski (1986). W  1989 wyjechał do Belgii, występował m.in. w Rembert Torhout (1989–1991), z którym zdobył mistrzostwo Belgii w 1990, Knack Volley Roeselare (1991/1992), Mouscron (1992/1993), VC Lennik, VC Puurs.
W reprezentacji Polski debiutował 8 września 1979 w towarzyskim spotkaniu z Finlandią. Jego największym sukcesem było wicemistrzostwo Europy w 1981 i 1983. Wystąpił także na mistrzostwach świata w 1982 (6. miejsce) i 1986 (9. miejsce), mistrzostwach Europy w 1985 (4. miejsce) oraz Pucharze Świata w 1981 (4. miejsce) i Igrzyskach Dobrej Woli w 1986. Ostatni raz wystąpił w biało-czerwonych barwach 5 lipca 1987 w towarzyskim spotkaniu z Rumunią. Łącznie w reprezentacji zagrał w 240 spotkaniach, w tym 220 oficjalnych.